# Riley Shy
Riley Shy (Melbourne, Florida; 29 de agosto de 1985) es una actriz pornográfica retirada estadounidense.

## Biografía
Riley Shy, cuyo nombre de nacimiento es Heidi Ann Scarboro, nació en agosto de 1985 en Melbourne, en el estado de Florida, en una familia con ascendencia alemana e israelí.
Comenzó a actuar en el cine para adultos en 2005, a la edad de 20 años, llegando a trabajar con compañías como ClubJenna, Penthouse, Hustler, Acid Rain, New Sensations o Zero Tolerance, entre otras. Algunas de sus primeras películas fueron 20 Year-Old Virgin, Drive o Out of Control.
Como actriz, estuvo nominada tres veces a los Premios AVN. En dos ocasiones en 2008 en las categorías de Mejor escena de sexo en grupo por Rich Little Bitch y Mejor escena de sexo oral por Gag Factor 24. La tercera, en 2009 en la categoría de Mejor escena de doble penetración por Barely Legal Corrupted 9.
En 2014 decidió retirarse, con más de 280 películas grabadas como actriz.

## Premios y nominaciones
| Año  | Ceremonia   | Resultado | Premio                            | Trabajo                  |
| ---- | ----------- | --------- | --------------------------------- | ------------------------ |
| 2008 | Premios AVN | Nominada  | Mejor escena de sexo en grupo     | Rich Little Bitch        |
| 2008 | Premios AVN | Nominada  | Mejor escena de sexo oral         | Gag Factor 24            |
| 2009 | Premios AVN | Nominada  | Mejor escena de doble penetración | Barely Legal Corrupted 9 |